# La Venda
«La venda» (англ. The blindfold; укр. Пов'язка) — пісня іспанського співака Мікі. Пісня представляла Іспанію на Євробаченні 2019 року в Тель-Авіві. Оскільки Іспанія входить до Великої п'ятірки, Мікі виступав одразу в фіналі, де зайняв 22 місце, набравши 54 бали.

## Кліп
Офіційне відео на пісню, режисерами якого стали Адріа Пухоль і Фелікс Кортес, було знято 13 лютого 2019 року на антикварному ринку Mercantic у Сант-Кугат-дель-Вальєс і випущено 7 березня 2019 року.

## Євробачення
14 вересня 2018 року іспанська телекомпанія Televisión Española (TVE) підтвердила, що вони використовуватимуть музичну реаліті-програму Operación Triunfo для відбору своїх виконавців для Євробачення 2019. Зацікавлені та запрошені автори пісень мали змогу подати демо-записи своїх пісень з 1 по 15 листопада 2018 року. Сімнадцять відібраних пісень були розподілені між шістнадцятьма відповідними учасниками Operación Triunfo 2018 у сольних і дуетних комбінаціях.
Усі учасники записали однохвилинне демо своїх пісень, які були доступні для громадськості на офіційному веб-сайті TVE в ніч з 19 на 20 грудня 2018 року, під час фіналу Operación Triunfo 2018. Громадське онлайн-голосування тривало до 2 січня 2019 року, що дозволяло кожному користувачеві щодня голосувати за три свої улюблені записи. Три заявки, які набрали найбільшу кількість голосів, потрапили в прямий ефір Gala Eurovisión, спеціального шоу в прямому ефірі, де іспанська публіка обирала пісню та її виконавців для Євробачення.
Пісня «La venda» перемогла з 34 % голосів публіки.
Оскільки Іспанія входить до «Великої п'ятірки», пісня автоматично потрапила до фіналу, який відбувся 18 травня 2019 року в Тель-Авіві, Ізраїль. Мікі посів 22 місце з 54 балами: 1 бал пісня отримала від професійного журі та 53 за результатами телеголосування.

## Реакція критиків
Джуді Кантор-Навас з Billboard описала «La venda» як «запаморочливий вечірковий гімн, популярну іспанську пісню, яка зазвичай оживляє як футбольні стадіони, так і місцеві фестивалі», і як участь у Євробаченні, яка «порадує натовп», а не «покладатиметься на вокальний талант артиста, щоб вразити суддів і глядачів».

## Чарти
| Чарт (2019)          | Пікова позиція |
| -------------------- | -------------- |
| Іспанія (PROMUSICAE) | 13             |